# Wignerfunktion

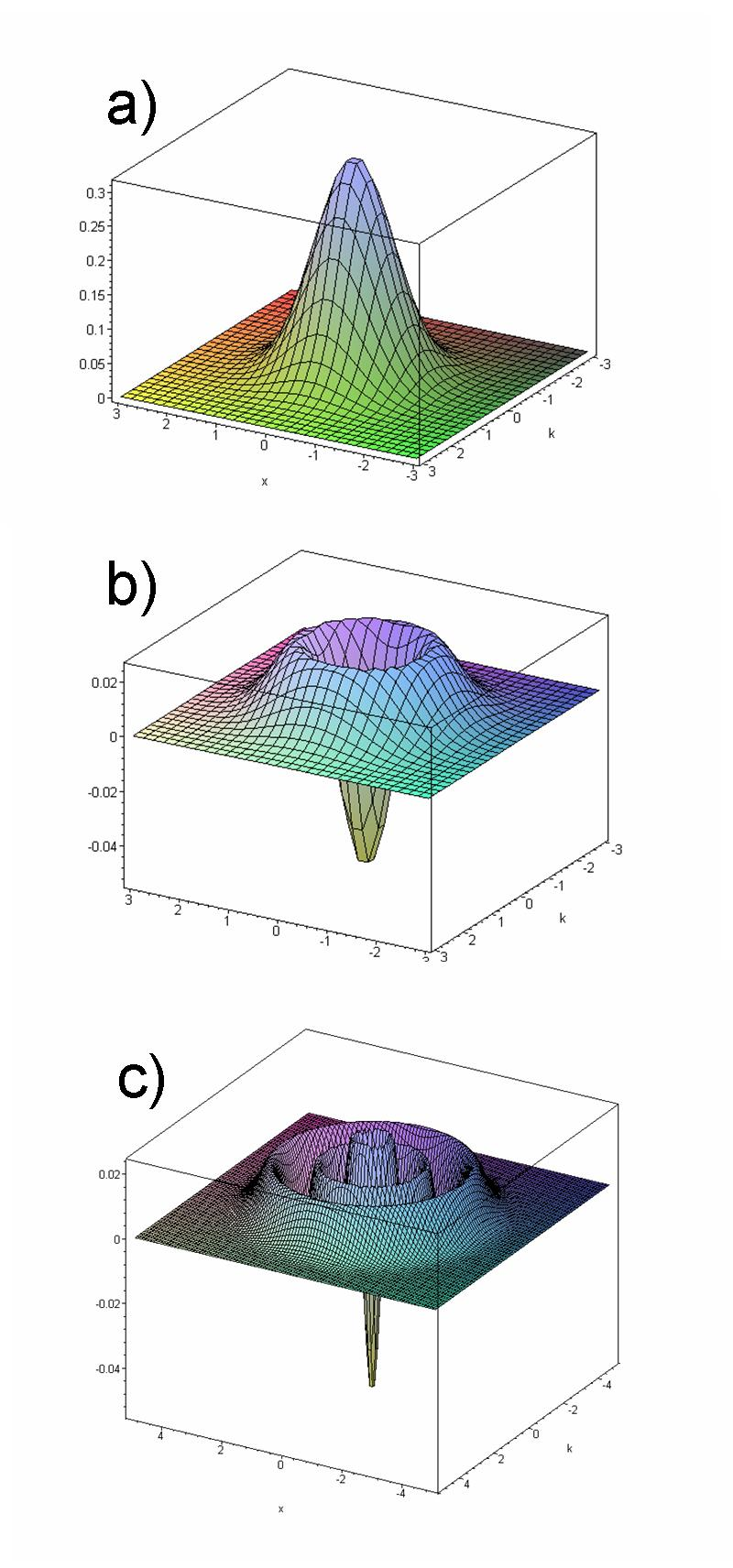
Wignerfunktionen von Fock-Zuständen mit 0 (a), 1 (b) und 5 (c) Photonen.

Die Wignerfunktion (Wigner-Quasi-Wahrscheinlichkeitsverteilung) wurde 1932 von Eugene Wigner eingeführt, um Quantenkorrekturen der klassischen Statistischen Mechanik zu untersuchen. Das Ziel bestand darin, die Wellenfunktion der Schrödingergleichung durch eine Wahrscheinlichkeitsverteilung im Phasenraum zu ersetzen. Eine solche Verteilung wurde unabhängig 1931 von Hermann Weyl als Dichtematrix in der Darstellungstheorie gefunden. Ein weiteres Mal wurde sie durch J. Ville 1948 als quadratische (als Funktion des Signals) Darstellung der örtlichen Zeit-Frequenz Energie eines Signals entdeckt. Diese Verteilung ist auch unter den Namen „Wignerfunktion“, „Wigner-Weyl-Transformation“ oder „Wigner-Ville-Verteilung“ bekannt. Sie findet Anwendung in der Statistischen Mechanik, Quantenchemie, Quantenoptik, klassischen Optik und der Signalanalyse, sowie in einer Reihe von Gebieten der Elektrotechnik, Seismologie, Biologie und Motorendesign.
Ein klassisches Teilchen besitzt eine definierte Lage und einen definierten Impuls und kann daher zu jedem Zeitpunkt durch einen Punkt im Phasenraum dargestellt werden. Für ein Ensemble von Teilchen lässt sich eine Wahrscheinlichkeitsverteilung definieren, die die Wahrscheinlichkeit angibt, mit der sich ein Teilchen an einem bestimmten Ort im Phasenraum befindet. Dies ist jedoch nicht für ein Quantenteilchen möglich, welches der Unschärferelation genügen muss. Stattdessen lässt sich eine Quasi-Wahrscheinlichkeitsverteilung definieren, die notwendigerweise nicht alle Eigenschaften einer gewöhnlichen Wahrscheinlichkeitsverteilung aufweist. Die Wignerverteilung kann zum Beispiel für nicht-klassische Zustände negative Werte annehmen und kann daher verwendet
werden, um solche Zustände zu identifizieren.
Bei gegebener Wellenfunktion {\displaystyle \psi } wird die zugehörige Wignerverteilung {\displaystyle P(x,p)} definiert als:
{\displaystyle P(x,p)={\frac {1}{\pi \hbar }}\int _{-\infty }^{\infty }dy\,\psi ^{*}(x+y)\psi (x-y)e^{2ipy/\hbar }}
mit dem Ort {\displaystyle x} sowie Impuls {\displaystyle p}. Letztere können aber auch ein beliebiges Paar konjugierter Variablen sein (z. B. Real- und Imaginärteil des elektrischen Feldes oder Frequenz und Dauer eines Signals). Die Verteilung ist symmetrisch in {\displaystyle x} und {\displaystyle p}:
{\displaystyle P(x,p)={\frac {1}{\pi \hbar }}\int _{-\infty }^{\infty }dq\,\phi ^{*}(p+q)\phi (p-q)e^{-2ixq/\hbar }}
wobei {\displaystyle \phi } die Fouriertransformierte von {\displaystyle \psi }, also die Impulswellenfunktion ist.
Für ein Zustandsgemisch ist:
{\displaystyle P(x,p)={\frac {1}{\pi \hbar }}\int _{-\infty }^{\infty }dy\,\langle x-y|{\hat {\rho }}|x+y\rangle e^{2ipy/\hbar }}
wobei {\displaystyle {\hat {\rho }}} den Dichteoperator bezeichnet.

## Mathematische Eigenschaften
1.  {\displaystyle P(x,p)} ist reell.
2.  Die Wahrscheinlichkeitsverteilungen von {\displaystyle x} und {\displaystyle p} ergeben sich aus:
- {\displaystyle \int _{-\infty }^{\infty }dp\,P(x,p)=\langle x|{\hat {\rho }}|x\rangle }. Wenn sich das System durch einen reinen Zustand beschreiben lässt, folgt {\displaystyle \int _{-\infty }^{\infty }dp\,P(x,p)=|\psi (x)|^{2}}.
- {\displaystyle \int _{-\infty }^{\infty }dx\,P(x,p)=\langle p|{\hat {\rho }}|p\rangle }. Wenn sich das System durch einen reinen Zustand beschreiben lässt, folgt {\displaystyle \int _{-\infty }^{\infty }dx\,P(x,p)=|\phi (p)|^{2}}.
- {\displaystyle \int _{-\infty }^{\infty }dx\int _{-\infty }^{\infty }dp\,P(x,p)=\operatorname {Spur} ({\hat {\rho }})}.
- Die Spur von {\displaystyle {\hat {\rho }}} ist gewöhnlich gleich 1.
- Aus 1. und 2. folgt, dass {\displaystyle P(x,p)} an einigen Stellen negativ ist, falls es sich nicht um einen kohärenten Zustand (oder eine Mischung kohärenter Zustände) oder nicht um einen gequetschten Vakuumzustand handelt.

3.  {\displaystyle P(x,p)} besitzt die folgenden Symmetrien:
- Zeitumkehr: {\displaystyle \psi (x)\rightarrow \psi (x)^{*}\Rightarrow P(x,p)\rightarrow P(x,-p)}.
- Raumspiegelung: {\displaystyle \psi (x)\rightarrow \psi (-x)\Rightarrow P(x,p)\rightarrow P(-x,-p)}.

4.  {\displaystyle P(x,p)} ist Galilei-invariant:
- {\displaystyle \psi (x)\rightarrow \psi (x+y)\Rightarrow P(x,p)\rightarrow P(x+y,p)}.
- Sie ist nicht invariant unter der Lorentztransformation.

5. Die Bewegungsgleichung eines Punktes im Phasenraum ist ohne Kräfte klassisch:
- {\displaystyle {\frac {\partial P(x,p)}{\partial t}}={\frac {-p}{m}}{\frac {\partial P(x,p)}{\partial x}}}.

6. Die Überlappung zweier Zustände berechnet sich als:
- {\displaystyle |\langle \psi |\theta \rangle |^{2}=2\pi \hbar \int _{-\infty }^{\infty }dx\,\int _{-\infty }^{\infty }dp\,P_{\psi }(x,p)P_{\theta }(x,p)}.

7.  Operatoren und Erwartungswerte (Mittelwerte) werden folgendermaßen berechnet:
- {\displaystyle A(x,p)=\int _{-\infty }^{\infty }dy\,\langle x-y/2|{\hat {A}}|x+y/2\rangle e^{ipy/\hbar }}.
- {\displaystyle \langle \psi |{\hat {A}}|\psi \rangle =Tr({\hat {\rho }}{\hat {A}})=\int _{-\infty }^{\infty }dx\,\int _{-\infty }^{\infty }dpP(x,p)A(x,p)}.

8.  Damit {\displaystyle P(x,p)} physikalische (positive) Dichtematrizen beschreibt, muss gelten:
- {\displaystyle \int _{-\infty }^{\infty }dx\,\int _{-\infty }^{\infty }dp\,P(x,p)P_{\theta }(x,p)\geq 0}

wobei {\displaystyle |\theta \rangle } ein reiner Zustand ist.

## Anwendung außerhalb der Quantenmechanik
- In der Modellierung optischer Systeme wie Teleskope oder Glasfasern in Geräten zur Telekommunikation füllt die Wignerfunktion die Lücke zwischen dem einfachen Ray tracing und der vollständigen Wellenanalyse des Systems. Dabei wird in der Näherung kleiner Winkel (paraxial) {\displaystyle p/\hbar } durch  {\displaystyle k=|k|\sin \theta \approx |k|\theta } ersetzt. In diesem Zusammenhang ist die Wignerfunktion die beste Näherung zu einer Beschreibung des Systems mit Hilfe von Strahlen mit dem Ort {\displaystyle x} und Winkel {\displaystyle \theta } unter Einschluss von Interferenzeffekten. Falls diese negative Werte an irgendeinem Punkt annimmt, lässt sich das System nicht mit der einfachen Raytracing-Methode beschreiben.
- In der Signalanalyse wird ein zeitabhängiges elektrisches Signal, mechanische Vibrationen oder Schallwellen durch die Wignerfunktion dargestellt. Dabei wird {\displaystyle x} durch die Zeit und {\displaystyle p/\hbar } durch die Kreisfrequenz {\displaystyle \omega =2\pi f} ersetzt.  Hierbei bezeichnet {\displaystyle f} die gewöhnliche Frequenz.
- Auf dem Gebiet der ultraschnellen Optik werden kurze Laserpulse durch die Wignerfunktion mittels der gleichen Substitution von Frequenz und Zeit charakterisiert. Bestimmte Pulseigenschaften wie ein Chirp (Änderung der Frequenz mit der Zeit) lassen sich durch die Wignerfunktion darstellen.
- In der Quantenoptik werden {\displaystyle x} und {\displaystyle p/\hbar } durch {\displaystyle X} und {\displaystyle P} Quadraturen ersetzt, welche den Real- und Imaginärteil des elektrischen Feldes bezeichnen (siehe kohärenter Zustand).

## Messung
- Tomographie
- Homodyne Detektion
- FROG Frequency-resolved optical gating

## Weitere Quasi-Wahrscheinlichkeitsverteilungen
Die Wignerverteilung war die erste Quasi-Wahrscheinlichkeitsverteilung, aber viele weitere mit verschiedenen Vorteilen folgten, darunter:
- Glauber P Darstellung,
- Husimi Q Darstellung.

## Historische Anmerkung
Wie in der Einleitung angeführt, wurde die Wignerfunktion viele Male unabhängig in verschiedenen Zusammenhängen gefunden. Tatsächlich scheint es so, dass Wigner nicht wusste, dass diese Funktion selbst innerhalb der Quantentheorie zuvor von Heisenberg und Dirac eingeführt worden war. Diese sahen jedoch nicht deren Bedeutung und glaubten, dass diese Funktion lediglich eine Näherung der exakten quantenmechanischen Beschreibung des Systems war. Im Übrigen wurde Dirac später der Schwager von Wigner (siehe Literatur).